# أوز كلارك
أوز كلارك (بالإنجليزية: Oz Clarke)‏ هو مقدم تلفزيوني بريطاني، ولد في 1949.

## وصلات خارجية
- الموقع الرسمي
- أوز كلارك على موقع IMDb (الإنجليزية)
- أوز كلارك على موقع قاعدة بيانات الفيلم (الإنجليزية)
- أوز كلارك على موقع كينوبويسك (الروسية)